# Camila Moreno
Camila Moreno Elgart (Santiago, 8 de julio de 1985) es una cantautora chilena de música alternativa. Alcanzó notoriedad con su sencillo debut, «Millones», parte de su primer álbum  Almismotiempo, el cual fue nominado en los Grammy Latinos 2009 en la categoría de Mejor Canción Alternativa. Desde entonces ha desarrollado una carrera consolidada en la escena musical independiente, participando en diversos proyectos musicales, colaboraciones, y presentaciones tanto en Chile como en el extranjero. En 2016 fue reconocida en los Premios Pulsar  con los galardones a Mejor Artista Pop, al Álbum del Año (Por: Mala madre) y a la Canción del Año. Continuo con su álbum Rey (2021), que le hizo llegar nuevamente a Premios Pulsar a Mejor Artista Pop y álbum del año (2022).
Musicalmente ha evolucionado desde sonidos folk y rock electrónico hacia una propuesta mas electronica y urbana. Su trayectoria incluye presentaciones en festivales de alto perfil como Lollapalooza Chile, Frontera, Maquinaria, Estéreo Picnic (Colombia) y Vive Latino (México).

## Biografía

### 2008-2011: «Almismotiempo»
Camila Moreno es una de las figuras de su generación en la música chilena. Entre una camada de artistas independientes que destacaron en la segunda década del siglo XXI, ella ha brillado junto a gente como Manuel García, Francisca Valenzuela, Gepe y Javiera Mena. 
En 2008 se dio a conocer gracias al sencillo «Antes que», de alta rotación en la extinta Radio Uno de Chile. Al cabo de un año, publicaría su disco debut Almismotiempo, que contenía los éxitos «Millones», «Lo cierto», «Cae y calla» y la mencionada «Antes que». «Millones» le trajo una nominación al Latin Grammy como mejor canción alternativa.
En 2010, al presentarse en el Festival del Huaso de Olmué junto a Manuel García y Nano Stern, antes de interpretar su sencillo Millones, dijo: «Vamos a dedicar la siguiente canción a todas aquellas personas que creen que pueden comprarlo todo con el dinero... incluso un país», haciendo alusión al presidente recientemente electo, Sebastián Piñera. Más tarde, señaló que «me hago cargo de lo que digo, pero no de las reacciones».
En marzo del mismo año viajó a México a presentar su disco Almismotiempo, donde visitó radios y dio conciertos en la UNAM y en bares de la capital mexicana. Además su carrera cobró mayor relevancia al presentarse en el Festival de la Canción de Viña del Mar 2011 como invitada del grupo puertorriqueño Calle 13, a cantar la canción «Latinoamérica» también con Inti Illimani Histórico.
Ya con la inquietud de ampliar su sonido del indie-folk, Camila Moreno lanzó Opmeitomsimla, que ella llamó «la cara oscura de Almismotiempo», grabado en formato de banda junto a Los Disfruto. El trabajo incluía en su mayoría temas inéditos (entre los que destacaron «Tigres de mi sangre» y «Un bordado») y un par de reversiones. El disco quedó como objeto de colección para fanáticos.
En el año 2011 participó en la banda sonora de la serie de televisión Prófugos, transmitida por HBO, con cinco canciones de su primer álbum Almismotiempo más dos canciones inéditas, una llamada «Cuatro heridas» y la otra bajo el título «Sabré si al final» (la que finalmente haría su aparición en el disco Panal de 2012).

### 2012-2014: «Panal»

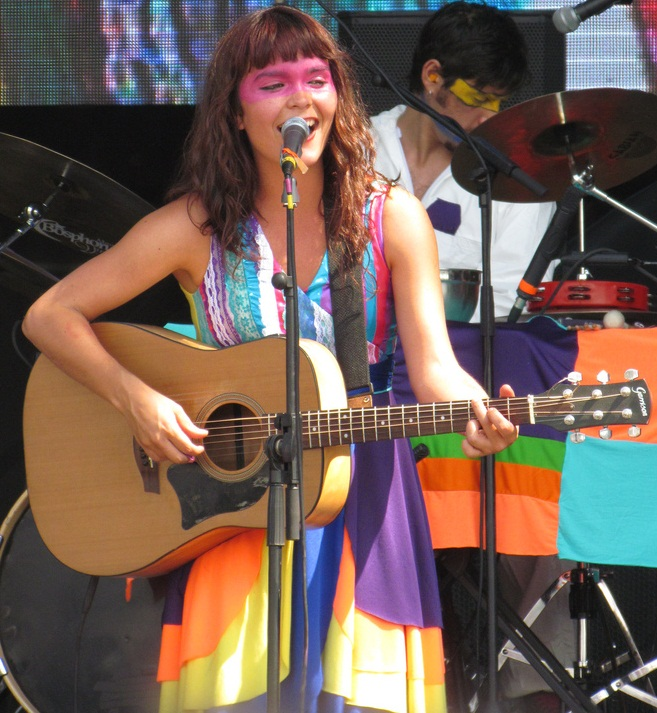
Camila Moreno en un concierto en 2012

En enero de 2012 realizó su primera gira musical por Europa, visitando la ciudad alemana de Berlín, la francesa de París, y las españolas de Barcelona, Palafolls y Caldes de Montbui, todas ellas en la comunidad autónoma de Cataluña, mientras que el 1 de abril de 2012 se presentó en Lollapalooza Chile en Santiago. A mediados de año llegaría también a Rock al Parque, en Colombia.
También en el año 2012, interpretó la canción «El tiempo en las bastillas», como tema principal de la quinta temporada de Los 80, exitosa serie de Canal 13.
El 21 de diciembre de 2012 lanzó su segundo álbum de estudio, titulado Panal, en el Centro Cultural Matucana 100.  La producción del material corrió por cuenta de Cristian Heyne, productor históricamente ligado al pop, y juntos pudieron llevar el sonido del álbum a lugares insospechados. El primer sencillo «Incendié» exhibió el lado más roquero de Camila Moreno. Sin embargo, el sencillo más exitoso de Panal fue la balada «Te quise». Otros cortes promocionales fueron «Raptado» y «El amor a las hierbas salvajes».
Panal fue mezclado por el destacado productor venezolano Héctor Castillo y masterizado por Dave Mc Nair en Nueva York. El disco cuenta además con la colaboración de dos grandes de la música internacional: Andrea Echeverri de Aterciopelados y el ex-guitarrista de Mr. Bungle y de Faith No More, Trey Spruance. En mayo de 2015, se certificó como disco de oro a Panal, por superar las 5000 copias vendidas en Chile.
Este disco le permitió a Camila presentarse en distintos festivales de Latinoamérica, como Vive Latino y Estéreo Pícnic, ambos en 2014.

### 2015: «Mala madre»
El 4 de junio de 2015, lanzó Mala madre, su tercer álbum de estudio. El disco recibió críticas positivas en la revista Wikén de El mercurio y fue galardonado como "Álbum del año" en los Premios Pulsar 2016. Ella misma ha dicho que el concepto de su álbum se inspira en la relación entre la planta mala madre y las brujas.
Al año siguiente, participó en la primera edición del Ruidosa Fest, el primer festival latinomericano integrado únicamente por mujeres, junto a las cantantes chilenas Javiera Mena, Paz Court, Camila Moreno, Denise Rosenthal y Francisca Valenzuela.

### 2017-2019: «Pangea»
En 2019 lanzó Pangea, descrito por ella misma como un proyecto multidisciplinario compuesto por cinco «objetos o continentes»: un documental, un disco doble, un cortometraje, un libro-objeto y un cómic.
El documental es una entrevista y grabación del primer concierto de la gira Pangea, que inició en el Teatro Oriente y cerró en el Teatro Caupolicán (2017-2018). En cuanto al disco doble, el volumen 1 es el disco en vivo de aquel concierto; y el volumen 2 es un álbum de estudio de «rarezas, basuras, canciones que no quedaron en Panal o en Mala madre, o que grabé a mis diecisiete años...» más dos canciones inéditas (una de las cuales es «El origen del arcoíris»). El corto y el cómic, en tanto, cuentan una historia de fantasía y ciencia ficción que ocurre en el supercontinente Pangea, donde una dinosauria se encuentra con el Niño del Cerro El Plomo.
Camila Moreno ha descrito también a Pangea como «un proceso de banda más que un proyecto solista».

### 2019-2021: «Rey»
Su cuarto álbum de estudio se titula Rey, del que se han publicado los sencillos «Quememos el reino», «Es real», «Hombre», «Cerca», «Hice a mi amor llorar» y «Déjame». A esta última —que es una colaboración junto a Ximena Sariñana y Lido Pimienta— la prensa la ha descrito como «una mezcla de pop electrónico con poder femenino latinoamericano» y como una «intensa y estimulante canción». Rey fue publicado el 19 de agosto de 2021.
En su crítica, Marcelo Contreras de La Tercera dice que «Rey cuenta con varias capas de profundidad que sintetizan la versatilidad estilística e instrumental de Camila Moreno, superando cierta parquedad melódica impresa en el laureado Mala madre»; también que —a propósito de los diferentes estilos musicales que abarca— tiene «a veces todo combinado como reflejo de un ánimo refundacional donde los prejuicios quedan atrás» y que Moreno «experimenta su mejor momento creativo». Jorge Aspillaga, de la Radio Concierto, nota que en estas canciones la cantante «engrosa su imaginario» con tópicos como «el placer, la maternidad, la desobediencia, la oscuridad y la revolución».
Poco antes de la publicación del álbum, Camila Moreno encabezó en Talcahuano (Biobío), el 7 de agosto, el primer concierto masivo autorizado en Chile desde la epidemia de coronavirus. El evento, en el que también se presentó la cantautora Dulce y Agraz, tuvo una asistencia de mil personas (aforo completo según lo permitido por las normas de distanciamiento personal).
La gira de Rey comenzó el 12 de noviembre de 2021, en la Ciudad Empresarial de Huechuraba (Santiago), como parte de la serie de conciertos Parque Estéreo. Dentro de Chile, la gira también incluye durante noviembre conciertos en Temuco, Chillán y Valparaíso, los días 18, 26 y 27, respectivamente.

## Estilo musical

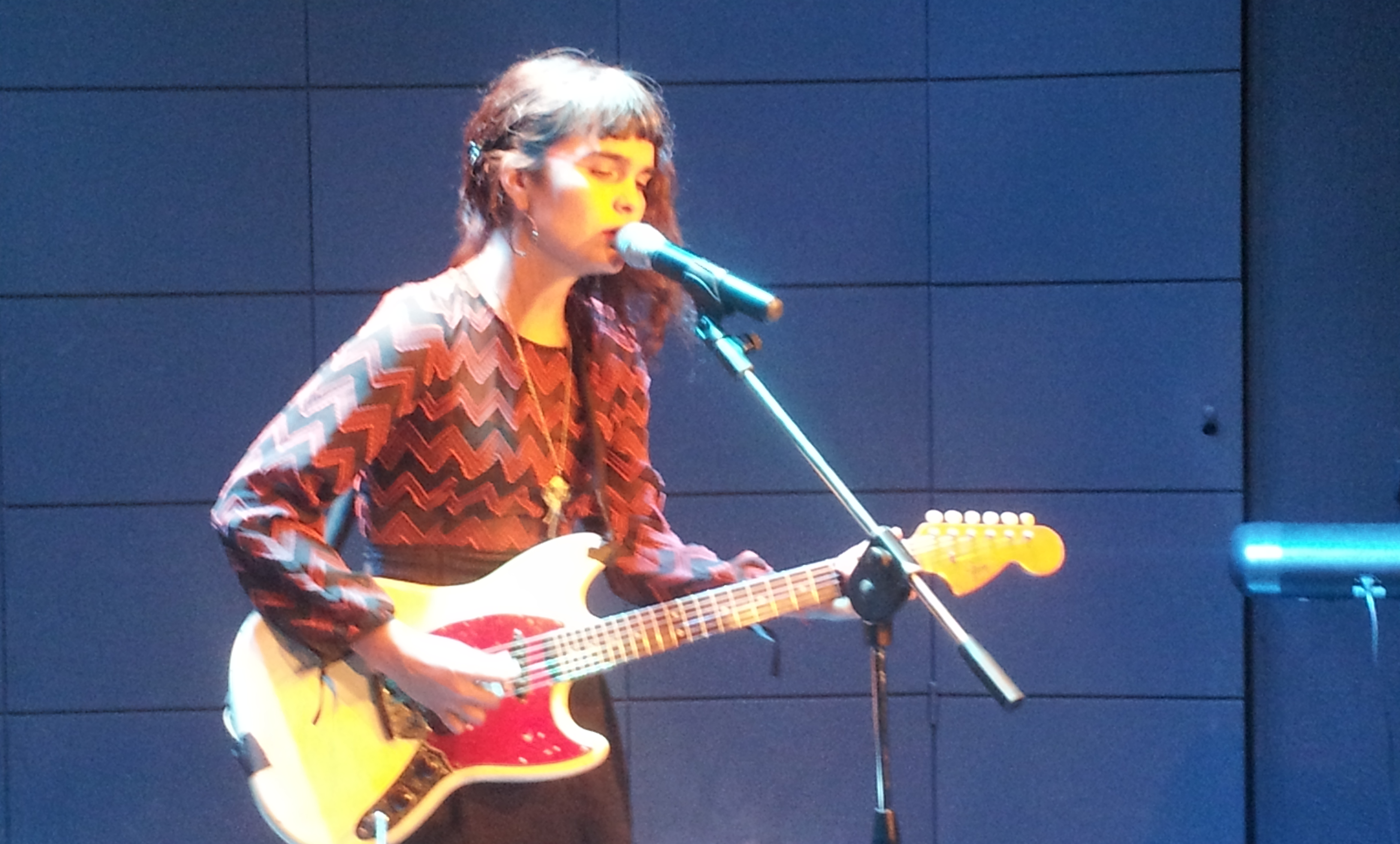
Camila Moreno en Sesiones 24 (2015)

En el primer álbum de Camila Moreno, Almismotiempo —y en el disco Opmeitomsimla—, destaca la música folk. Su segundo álbum, en cambio, Panal, tiene un sonido más rock y electrónico. La cantautora ha expresado en varias entrevistas que no se siente parte del movimiento folk. En el disco Rey predominan los sonidos electrónicos, así como la música urbana, el pop y el rock.
Entre sus reconocidas influencias musicales se encuentran Björk, PJ Harvey, Radiohead, Patti Smith, Sinéad O'Connor y Laurie Anderson.

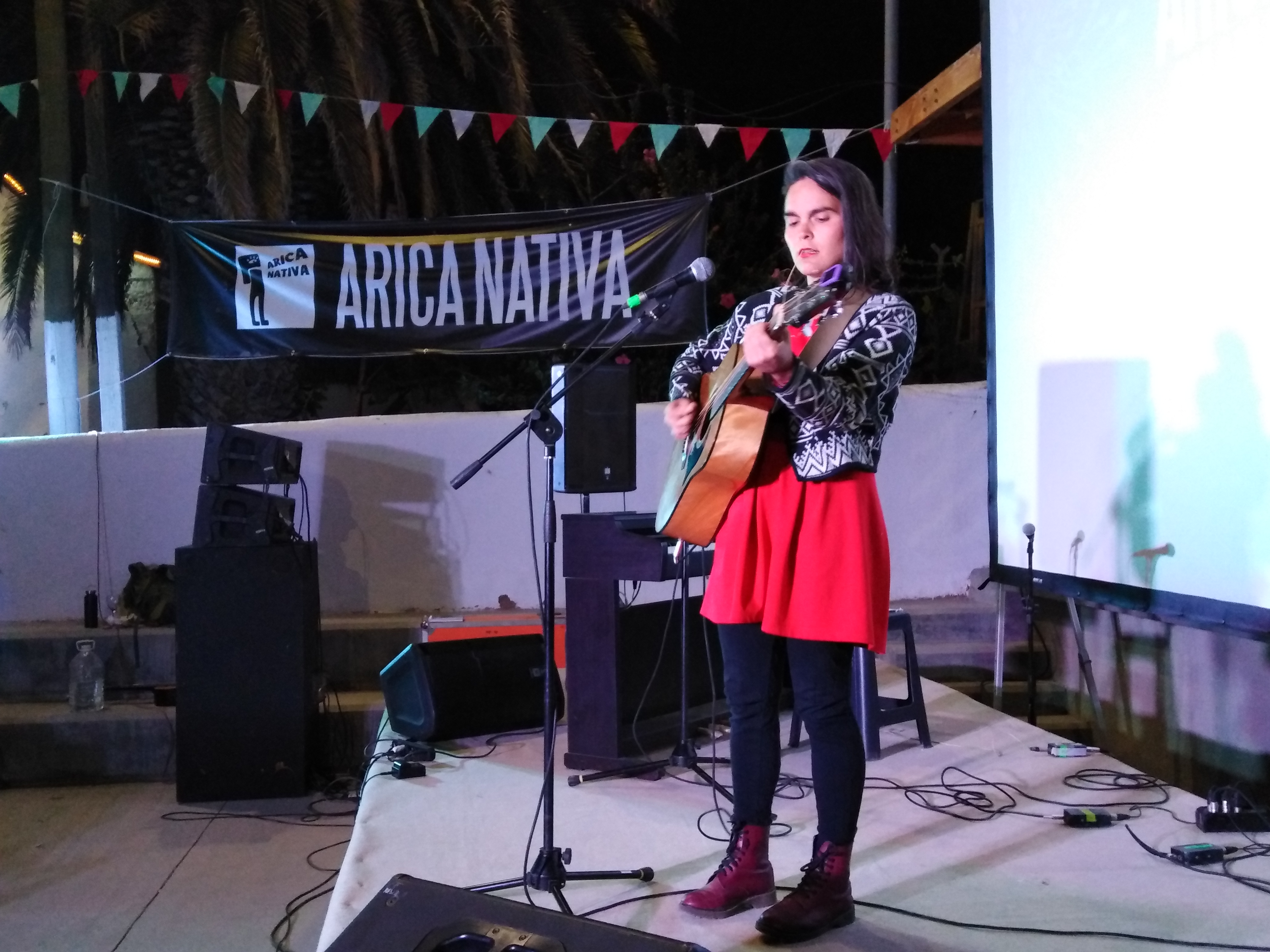
Camila Moreno en Arica Nativa (2018)

Es multiinstrumentista. En su música utiliza la guitarra, el cuatro, el charango y el piano. En sus dos primeros álbumes usó principalmente guitarras de nailon, pero en Panal utilizó guitarras sajonas y eléctricas; principalmente Dreadnought en el caso de las acústicas y en casi todas las presentaciones se le ve usando un Fender Musicmaster.[cita requerida]

## Vida personal
Es hija del periodista y director Rodrigo Moreno. Dio a luz a un hijo en 2017. En una entrevista en 2019 señaló tener una relación con una mujer.

## Discografía
| Álbumes de estudio principales - 2009: Almismotiempo - 2012: Panal - 2015: Mala madre - 2021: Rey - 2025: La Primera Luz Otros álbumes de estudio - 2010: Opmeitomsimla - 2019: Pangea vol. 2 - 2019: Pangea - 2019: Pangea vol. 1 | - 2016: Acústico San José - 2016: Los momentos EP - 2022: Rey Secreto EP - 2011: Partidas, melodías y una canción de cuna - 2010: + folk, canción de autor - 2010: Click de amor - 2011: Música x memoria - 2011: Mucho amor - 2008: El otro hábitat (EP) |

### Sencillos

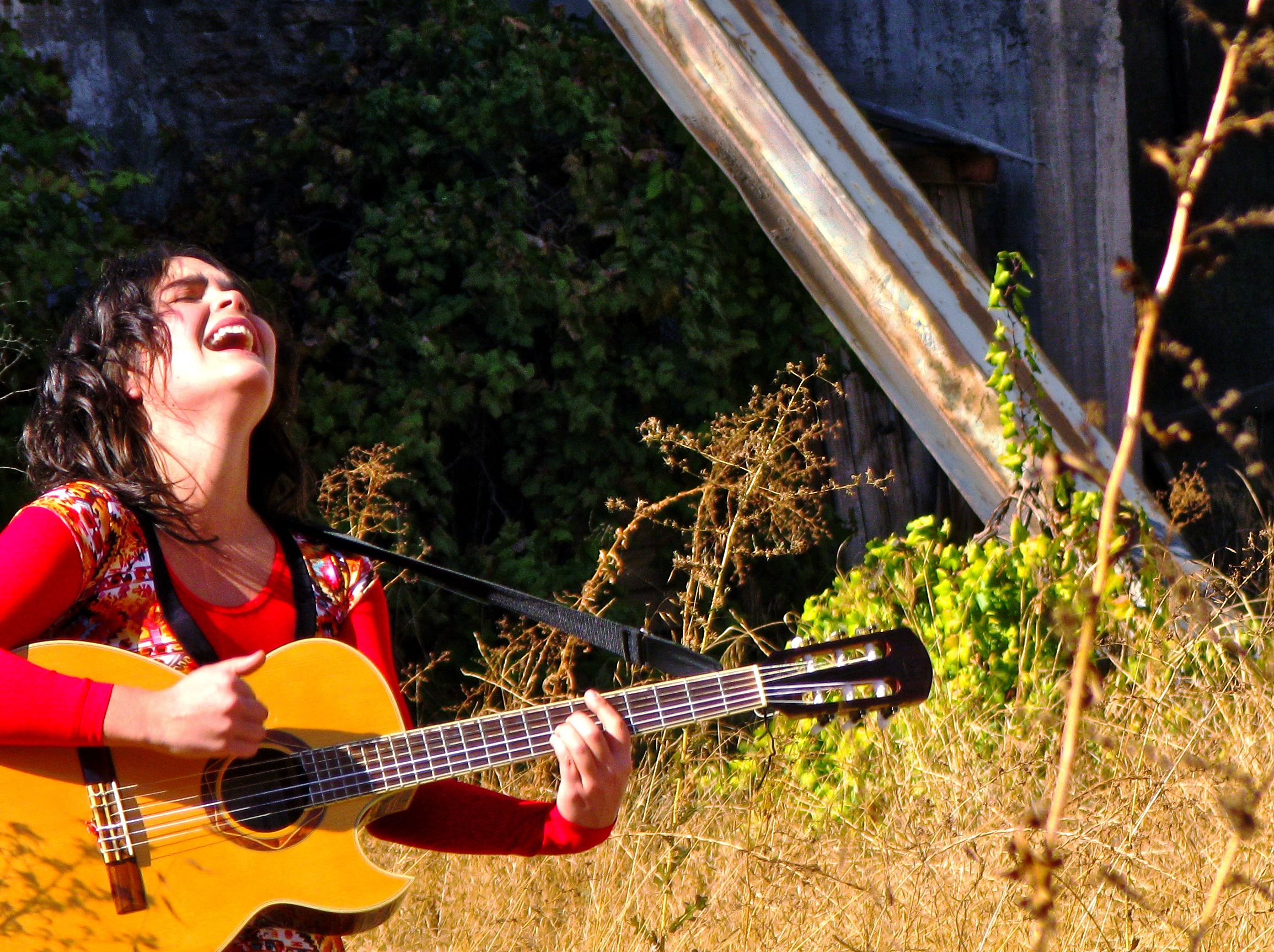
Camila Moreno durante la grabación del videoclip Millones

| Año  | Sencillo                                         | Álbum                   |
| ---- | ------------------------------------------------ | ----------------------- |
| 2009 | «Millones»                                       | Almismotiempo           |
| 2009 | «Lo cierto»                                      | Almismotiempo           |
| 2010 | «Antes que»                                      | Almismotiempo           |
| 2010 | «Cae y calla»                                    | Almismotiempo           |
| 2012 | «El tiempo en las bastillas»                     | Los 80: reencontrémonos |
| 2012 | «Incendié»                                       | Panal                   |
| 2012 | «Raptado»                                        | Panal                   |
| 2013 | «Te quise»                                       | Panal                   |
| 2013 | «El amor a las hierbas salvajes»                 | Panal                   |
| 2015 | «Libres y estúpidos»                             | Mala madre              |
| 2015 | «Sin mí»                                         | Mala madre              |
| 2015 | «Tu mamá te mató»                                | Mala madre              |
| 2016 | «No parar de cerrar, no parar de abrir»          | Mala madre              |
| 2018 | «El origen del arcoíris»                         | Pangea vol. 2           |
| 2019 | «Quememos el reino»                              | Rey                     |
| 2020 | «Es real»                                        | Rey                     |
| 2020 | «Esta electricidad (es real)» (feat. Guaynaa)    | Rey                     |
| 2020 | «Hombre»                                         | Rey                     |
| 2020 | «Cerca»                                          | Rey                     |
| 2021 | «Hice a mi amor llorar»                          | Rey                     |
| 2021 | «Déjame» (feat. Lido Pimienta y Ximena Sariñana) | Rey                     |

## Premios y nominaciones
| Premio                      | Categoría                 | Trabajo           | Resultado |
| --------------------------- | ------------------------- | ----------------- | --------- |
| Premios Grammy Latinos 2009 | Mejor canción alternativa | «Millones»        | Nominada  |
| Premios Pulsar 2016         | Artista del año           | Camila Moreno     | Nominada  |
| Premios Pulsar 2016         | Mejor artista pop         | Camila Moreno     | Ganadora  |
| Premios Pulsar 2016         | Álbum del año             | Mala madre        | Ganadora  |
| Premios Pulsar 2016         | Canción del año           | «Tu mamá te mató» | Ganadora  |